# 변희수
변희수(1998년 6월 11일~2021년 2월 27일)는 대한민국의 트랜스젠더 여성(성전환여성) 군인이었다. 대한민국 육군 하사로 임관한 이후 전차 조종수로 복무 중 태국으로의 의료 목적의 국외여행을 허가받아 대한민국 국군 최초로 성전환 수술을 받았으며, 이와 관련하여 음경과 고환의 상실로 심신장애 3급을 판정받아 2020년 1월 23일 강제 전역되었다. 그러나 사후에, 소송에서 승소하여 만기 전역으로 정정되었다.
소송이 진행 중이던 2021년 2월 28일 원래의 전역 예정일을 맞았으며, 2월 27일을 끝으로 연락이 끊긴 뒤 2021년 3월 3일 청주시의 자택에서 숨진 채 발견되었다. 시신은 화장되어 청주시목련공원에 안장되었다가, 순직 인정 후 국립대전현충원으로 이장되었다.

## 재판
강제 전역 이후 성별 정정이 된 상태에서 인사 소청을 넣었으나 육군 본부에서 기각하였다. 기각 이후 2020년 8월 11일, 대전지방법원에 육군참모총장을 상대로 행정소송 소장을 제기하였다.
2021년 4월 9일, 원고 사망 이후 전역 취소 청구 소송의 원고 자격을 유족이 이어받았다. 대전지방법원 행정 2부는 원고 상속인들인 변 전 하사의 부모가 신청한 소송수계를 허가했다. 재판부는 소송에서 다투고 있는 원고의 군인으로서 지위가 상속 대상은 아니나 미지급 보수 등을 청구할 법률상의 권리에 영향을 미친다고 판단했다. 이에 따라 2021년 4월 15일 진행되기로 했던 대전지방법원 2020구합104810 소송 첫 변론은 예정대로 진행되었다.
2021년 10월 7일 법적 성별을 여성으로 보고 전역 심사를 진행했어야 한다는 이유로 전역 취소 소송 1심에서 유족 측이 승소하였다. 이후 2021년 10월 20일, 육군 측에서 "1심 법원 판결을 존중하며, 상급 법원의 판단을 받아볼 필요가 있어 법무부에 항소 지휘 요청을 하기로 했다"라며 항소하겠다는 의사를 밝혔다. 하지만 법무부에서 법원 판결을 존중해 항소포기를 지휘하였으며 2021년 10월 23일, 육군은 ″법무부가 항소포기를 지휘함에 따라 소송을 종결하고 후속조치를 진행할 예정″이라고 설명하며 항소를 포기하기로 했다. 이후 피고 측이 항소 시한인 2021년 10월 26일까지 대전지법에 항소장을 제출하지 않으면서 원고 측 승소로 종결됐다. 이후 만기 전역으로 정정되어 미지급 보수와 퇴직금이 유족에게 전달되었다. 

## 순직 심사
국방부는 변 전 하사가 전역 이후인 3월 3일에 사망했기 때문에 순직 심사 대상이 아니라는 입장이었다. 하지만 2022년 4월 25일 대통령 소속 군사망사고진상규명위원회는 사망일을 전역 이전인 2월 27일로 판단하여 순직 처리해야 한다는 의견을 냈다.
2022년 12월 1일 육군은 변 전 하사의 죽음을 일반 사망으로 판단했지만, 국방부는 2024년 4월 4일 중앙전공사상심사위원회 심사를 통해 변 전 하사가 순직한 것으로 인정했다. 이에 따라 국립대전현충원 이장이 승인되어 6월 24일 대전 현충원에 유골함을 안장했다.

## 영향
변 하사가 강제 전역된 2020년 1월 23일, 국방부가 '군인사법 시행규칙'을 일부 개정해 '군인사법 시행규칙 제53조 4항'을 신설했다.
아래는 전문.
④ 제1항에도 불구하고 각군 전역심사위원회는 법 제7조제1항제2호 및 같은 조 제2항부터 제5항까지에 따른 의무복무기간을 마치지 못한 사람이 다음 각 호의 어느 하나에 해당하는 경우 의무조사위원회의 전문적 소견을 참고하여 제1항 각 호의 어느 하나에 해당하는 사람의 심신장애 치유 가능성, 병과 특성에 따른 복무 가능성, 군에서의 활용성과 필요성 등에 관한 심의를 거쳐 남은 의무복무기간 동안 현역으로 복무하게 할 수 있다. <신설 2020. 1. 23.>
1. 심신장애의 정도가 별표 1 또는 별표 2에 따른 8급 또는 9급에 해당되는 경우

2. 심신장애의 사유가 되는 질환 또는 장애가 해당 병과에서의 직무수행에 직접적인 제약을 주지 않는 경우— 군인사법 시행규칙 제53조4항

변 하사의 직속상관인 제5기갑여단장 박수 준장(육사 47기)은 변 하사의 편에 서 줬으나 변 하사가 자살한 여파로 인해 운신의 폭이 극도로 좁아져 결국 여기저기를 전전한 끝에 육군기계화학교장으로 좌천했다.

## 학력
- 삼계고등학교[17]
- 육군부사관학교

## 같이 보기
- 피우진 - 유방암 수술로 인해, 당시 규정에 따르면 전역 대상이었으나, 소송 끝에 복직
- 대한민국의 트랜스젠더
- 대한민국 국군의 트랜스젠더
- 대한민국 국군의 성적 지향 및 성정체성
- 성적 지향 및 성정체성과 병역
- 트랜스젠더와 병역